# Juan Jesus
Juan Guilherme Nunes Jesus (* 10. Juni 1991 in Belo Horizonte), besser bekannt als Juan Jesus, ist ein brasilianischer Fußballspieler, der bei der SSC Neapel unter Vertrag steht. Des Weiteren besitzt Jesus seit Juni 2024 die italienische Staatsangehörigkeit.

## Vereinskarriere
Juan begann seine Karriere in der Jugendabteilung des brasilianischen Vereins SC Internacional in Porto Alegre. 2010 gab er sein Debüt in der A-Mannschaft von Internacional. Nach dem Gewinn einiger Titel wechselte der Verteidiger, dessen Spielweise mit der von Lúcio verglichen wird, Ende Januar 2012 nach Italien zu Inter Mailand. Bei den Mailändern unterschrieb er einen Vertrag bis 2016. In seiner ersten Saison bei den Mailändern kam Juan allerdings nur zu einem Kurzeinsatz im letzten Saisonspiel gegen Lazio Rom.
Aber bereits in der darauffolgenden Spielzeit, der Saison 2012/13, konnte der brasilianische Verteidiger seinen Durchbruch bei den Mailändern feiern: Juan stand in 44 Pflichtspielen auf dem Platz, in 43 von Beginn an. Am letzten Spieltag der Saison konnte er gegen Udinese Calcio außerdem seinen ersten Treffer für die Mailänder erzielen. Auch in der darauffolgenden Saison war er Stammspieler bei Inter. Am 5. April 2014 verletzte er sich allerdings in einem Ligaspiel gegen den FC Bologna am Knie und fiel für den Rest der Saison aus.
Zu Beginn der Serie A Saison 2016/17 wechselte er auf Leihbasis zum Ligarivalen AS Rom und wurde von diesem danach fest verpflichtet. Im August 2021 wechselte Jesus erneut. Er ging zu Roms Ligakonkurrenten SSC Neapel. Der Kontrakt erhielt eine Laufzeit bis zum Ende der Serie A 2022/23.

## Nationalmannschaft
Juan lief für verschiedene Jugendnationalmannschaften Brasiliens auf. Mit der brasilianischen U20-Auswahl konnte er die U-20-Südamerikameisterschaft 2011 in Peru gewinnen, wobei er in sieben von neun Spielen seiner Mannschaft auf dem Platz stand. Auch bei der U-20-Weltmeisterschaft 2011 in Kolumbien war sein Team sehr erfolgreich: Mit einem 3:2-Erfolg über Portugal sicherte sich die brasilianische Mannschaft den Titel. Juan lief dabei in sechs von sieben Spielen für seine Mannschaft auf (u. a. im Finale).
Am 26. Mai 2012 gab Juan sein Debüt in der brasilianischen A-Mannschaft: In einem Freundschaftsspiel gegen Dänemark, das mit 3:1 gewonnen wurde, stand er über 90 Minuten auf dem Platz und bildete zusammen mit Thiago Silva die Innenverteidigung der Seleção.
2012 nahm er mit der Olympiamannschaft an den Olympischen Spielen in London teil, bei denen Brasilien zum ersten Mal die Goldmedaille gewinnen wollte. Im Finale musste sich Brasilien aber mit 1:2 der mexikanischen Mannschaft geschlagen geben. Er kam in allen sechs Spielen zum Einsatz. Jesus war auch Bestandteil des Kaders bei der Copa Roca 2014. Seitdem erfolgte keine weitere Berufung.

## Erfolge

### Verein
- Copa Libertadores: 2010
- Recopa Sudamericana: 2011
- Staatsmeisterschaft von Rio Grande do Sul: 2011
- Italienischer Meister: 2022/23, 2024/25

### Nationalmannschaft
- Olympisches Fußballturnier: Silbermedaille 2012
- U-20-Weltmeisterschaft: 2011
- U-20-Südamerikameisterschaft: 2011
- Copa Roca: 2014